# Jill Hetherington
Pour les articles homonymes, voir Hetherington.
Jill Hetherington est une joueuse de tennis canadienne, professionnelle de 1983 à 1997, née le 27 octobre 1964 à Brampton.

## Biographie
Pendant sa carrière, c'est en double dames qu'elle s'est essentiellement distinguée, comptant parmi les meilleures de la discipline à son époque. Elle a notamment atteint la finale de l'US Open 1988 puis de l'Open d'Australie 1989 aux côtés de Patty Fendick, ainsi que la finale du double mixte de Roland-Garros 1995 avec John-Laffnie de Jager. Pendant sa carrière, Jill Hetherington a gagné quatorze titres WTA en double dames sur un total de trente-quatre finales jouées et a occupé la 6e place du classement mondial du double.
En simple, sa carrière est plus modeste puisqu'elle n'a remporté qu'un titre sur le circuit WTA, lors de la seule finale qu'elle a joué en 1988, n'a jamais dépassé le 3e tour en Grand Chelem et a occupé, au mieux, la 64e place mondiale.
Simple et double confondus, elle a été la première joueuse canadienne à atteindre une demi-finale de Grand Chelem à Wimbledon en 1986 puis la première à accéder à une finale lors de l'US Open 1988. Elle a également représenté son pays lors de trois Jeux olympiques (1984, 1988 et 1996) et en Coupe de la Fédération, épreuve dont elle a joué une demi-finale en 1988.

## Palmarès

### Titre en simple dames
| No | Date       | Nom et lieu du tournoi       | Catégorie | Dotation | Surface    | Finaliste     | Score    |          |
| -- | ---------- | ---------------------------- | --------- | -------- | ---------- | ------------- | -------- | -------- |
| 1  | 01-02-1988 | Fernleaf Classic, Wellington | Tier V    | 50 000 $ | Dur (ext.) | Katrina Adams | 6-1, 6-1 | Parcours |

### Finale en simple dames
Aucune.

### Titres en double dames
| No | Date       | Nom et lieu du tournoi                    | Catégorie | Dotation  | Surface         | Partenaire       | Finalistes                        | Score         |          |
| -- | ---------- | ----------------------------------------- | --------- | --------- | --------------- | ---------------- | --------------------------------- | ------------- | -------- |
| 1  | 09-07-1984 | Santista Textile Open Rio de Janeiro      |           | 50 000 $  | Dur (ext.)      | Hélène Pelletier | Penny Barg Kylie Copeland         | 6-3, 2-6, 7-6 | Parcours |
| 2  | 25-01-1988 | Nutri-Metics Auckland                     | Tier V    | 50 000 $  | Dur (ext.)      | Patty Fendick    | Cammy MacGregor Cynthia MacGregor | 6-2, 6-1      | Parcours |
| 3  | 01-02-1988 | Fernleaf Classic Wellington               | Tier V    | 50 000 $  | Dur (ext.)      | Patty Fendick    | Belinda Cordwell Julie Richardson | 6-3, 6-3      | Parcours |
| 4  | 01-08-1988 | Virginia Slims of San Diego San Diego     | Tier V    | 100 000 $ | Dur (ext.)      | Patty Fendick    | Betsy Nagelsen Dinky Van Rensburg | 7-6, 6-4      | Parcours |
| 5  | 08-08-1988 | Virginia Slims of Los Angeles Los Angeles | Tier II   | 300 000 $ | Dur (ext.)      | Patty Fendick    | Gigi Fernández Robin White        | 7-6, 5-7, 6-4 | Parcours |
| 6  | 10-10-1988 | Honda Classic San Juan                    | Tier IV   | 75 000 $  | Dur (ext.)      | Patty Fendick    | Gigi Fernández Robin White        | 6-4, 6-2      | Parcours |
| 7  | 30-01-1989 | Nutri-Metics Auckland                     | Tier V    | 75 000 $  | Dur (ext.)      | Patty Fendick    | Elizabeth Smylie Janine Thompson  | 6-4, 6-4      | Parcours |
| 8  | 20-02-1989 | Virginia Slims of California Oakland      | Tier III  | 250 000 $ | Moquette (int.) | Patty Fendick    | Larisa Savchenko Natasha Zvereva  | 7-5, 3-6, 6-2 | Parcours |
| 9  | 17-04-1989 | Suntory Japan Open Tokyo                  | Tier V    | 100 000 $ | Dur (ext.)      | Elizabeth Smylie | Ann Henricksson Beth Herr         | 6-1, 6-3      | Parcours |
| 10 | 23-04-1990 | DHL Open Singapour                        | Tier IV   | 150 000 $ | Dur (ext.)      | Jo Durie         | Pascale Paradis Catherine Suire   | 6-4, 6-1      | Parcours |
| 11 | 15-04-1991 | Virginia Slims of Houston Houston         | Tier II   | 350 000 $ | Terre (ext.)    | Kathy Rinaldi    | Patty Fendick Mary Joe Fernández  | 6-1, 2-6, 6-1 | Parcours |
| 12 | 29-07-1991 | Mazda Tennis Classic San Diego            | Tier III  | 225 000 $ | Dur (ext.)      | Kathy Rinaldi    | Gigi Fernández Nathalie Tauziat   | 6-4, 3-6, 6-2 | Parcours |
| 13 | 30-01-1995 | Amway Classic Auckland                    | Tier IV   | 107 500 $ | Dur (ext.)      | Elna Reinach     | Laura Golarsa Caroline Vis        | 7-6, 6-2      | Parcours |
| 14 | 13-11-1995 | Volvo Open Pattaya                        | Tier IV   | 107 500 $ | Dur (ext.)      | Kristine Radford | Kristin Godridge Nana Miyagi      | 2-6, 6-4, 6-3 | Parcours |

### Finales en double dames
| No | Date       | Nom et lieu du tournoi                   | Catégorie | Dotation    | Surface         | Vainqueures                         | Partenaire            | Score         |          |
| -- | ---------- | ---------------------------------------- | --------- | ----------- | --------------- | ----------------------------------- | --------------------- | ------------- | -------- |
| 1  | 30-11-1987 | Argentinian Open Buenos Aires            |           | 50 000 $    | Terre (ext.)    | Mercedes Paz Gabriela Sabatini      | Christiane Jolissaint | 6-2, 6-2      | Parcours |
| 2  | 07-12-1987 | Brazilian Open Guarujá                   |           | 50 000 $    | Dur (ext.)      | Katrina Adams Cheryl Jones          | Mercedes Paz          | 6-4, 4-6, 6-4 | Parcours |
| 3  | 25-07-1988 | Northern California Open Aptos           | Tier V    | 50 000 $    | Dur (ext.)      | Lise Gregory Ronni Reis             | Patty Fendick         | 6-3, 6-4      | Parcours |
| 4  | 29-08-1988 | US Open Flushing Meadows                 | G. Chelem | 1 937 333 $ | Dur (ext.)      | Gigi Fernández Robin White          | Patty Fendick         | 6-4, 6-1      | Parcours |
| 5  | 02-01-1989 | Danone Hard Court Championships Brisbane | Tier V    | 150 000 $   | Dur (ext.)      | Jana Novotná Helena Suková          | Patty Fendick         | 6-7, 6-1, 6-2 | Parcours |
| 6  | 16-01-1989 | Ford Australian Open Melbourne           | G. Chelem | 937 882 $   | Dur (ext.)      | Martina Navrátilová Pam Shriver     | Patty Fendick         | 3-6, 6-3, 6-2 | Parcours |
| 7  | 27-02-1989 | US Hard Court Championships San Antonio  | Tier IV   | 200 000 $   | Dur (ext.)      | Katrina Adams Pam Shriver           | Patty Fendick         | 3-6, 6-1, 6-4 | Parcours |
| 8  | 29-01-1990 | Nutri-Metics Auckland                    | Tier V    | 75 000 $    | Dur (ext.)      | Natalia Medvedeva Leila Meskhi      | Robin White           | 3-6, 6-3, 7-6 | Parcours |
| 9  | 05-11-1990 | Jello Classic Indianapolis               | Tier IV   | 150 000 $   | Dur (int.)      | Patty Fendick Meredith McGrath      | Katrina Adams         | 6-1, 6-1      | Parcours |
| 10 | 18-02-1991 | Virginia Slims of Oklahoma Oklahoma City | Tier IV   | 150 000 $   | Dur (int.)      | Meredith McGrath Anne Smith         | Katrina Adams         | 6-2, 6-4      | Parcours |
| 11 | 25-03-1991 | US Hard Court Championships San Antonio  | Tier III  | 225 000 $   | Dur (ext.)      | Patty Fendick Monica Seles          | Kathy Rinaldi         | 7-6, 6-2      | Parcours |
| 12 | 30-09-1991 | Volkswagen Cup Leipzig                   | Tier III  | 225 000 $   | Moquette (int.) | Manon Bollegraf Isabelle Demongeot  | Kathy Rinaldi         | 6-4, 6-3      | Parcours |
| 13 | 27-01-1992 | Nutri-Metics Bendon Classic Auckland     | Tier V    | 100 000 $   | Dur (ext.)      | Rosalyn Fairbank Raffaella Reggi    | Kathy Rinaldi         | 1-6, 6-1, 7-5 | Parcours |
| 14 | 24-02-1992 | Matrix Essentials Evert Cup Indian Wells | Tier II   | 350 000 $   | Dur (ext.)      | Claudia Kohde-Kilsch Stephanie Rehe | Kathy Rinaldi         | 6-3, 6-3      | Parcours |
| 15 | 13-03-1992 | Lipton International Championships Miami | Tier I    | 800 000 $   | Dur (ext.)      | Arantxa Sánchez Larisa Neiland      | Kathy Rinaldi         | 7-5, 5-7, 6-3 | Parcours |
| 16 | 13-04-1992 | Virginia Slims of Houston Houston        | Tier II   | 350 000 $   | Terre (ext.)    | Patty Fendick Gigi Fernández        | Kathy Rinaldi         | 7-5, 6-4      | Parcours |
| 17 | 01-02-1993 | Nutri-Metics Bendon Classic Auckland     | Tier IV   | 100 000 $   | Dur (ext.)      | Isabelle Demongeot Elna Reinach     | Kathy Rinaldi         | 6-2, 6-4      | Parcours |
| 18 | 12-03-1993 | The Lipton Championships Miami           | Tier I    | 900 000 $   | Dur (ext.)      | Larisa Neiland Jana Novotná         | Kathy Rinaldi         | 6-2, 7-5      | Parcours |
| 19 | 17-05-1993 | Internationaux de Strasbourg Strasbourg  | Tier III  | 150 000 $   | Terre (ext.)    | Shaun Stafford Andrea Temesvári     | Kathy Rinaldi         | 6-7, 6-3, 6-4 | Parcours |
| 20 | 01-01-1996 | Amway Classic Auckland                   | Tier IV   | 107 500 $   | Dur (ext.)      | Els Callens Julie Halard            | Kristine Radford      | 6-1, 6-0      | Parcours |

### Finale en double mixte
| No | Date       | Nom et lieu du tournoi | Catégorie | Dotation    | Surface      | Vainqueures                   | Partenaire            | Score      |          |
| -- | ---------- | ---------------------- | --------- | ----------- | ------------ | ----------------------------- | --------------------- | ---------- | -------- |
| 1  | 29-05-1995 | Roland-Garros Paris    | G. Chelem | 3 963 100 $ | Terre (ext.) | Larisa Neiland Mark Woodforde | John-Laffnie de Jager | 7-68, 7-64 | Parcours |

## Parcours en Grand Chelem

### En simple dames
| Année | Open d'Australie                                    | Open d'Australie | Internationaux de France                        | Internationaux de France                            | Wimbledon                                              | Wimbledon                                       | US Open        | US Open       |
| ----- | --------------------------------------------------- | ---------------- | ----------------------------------------------- | --------------------------------------------------- | ------------------------------------------------------ | ----------------------------------------------- | -------------- | ------------- |
| 1984  | —                                                   | —                | Q1 \|\| style="text-align:left" \| Eva Krapl    | Q2 \|\| style="text-align:left" \| Shawn Foltz      | Q3 \|\| style="text-align:left" \| Petra Jauch-Delhees |                                                 |                |               |
| 1985  | —                                                   | —                | Q1 \|\| style="text-align:left" \| Elna Reinach | Q1 \|\| style="text-align:left" \| Belinda Cordwell | Q1 \|\| style="text-align:left" \| Susan Sloane        |                                                 |                |               |
|       |                                                     |                  |                                                 |                                                     |                                                        |                                                 |                |               |
| 1988  | 1er tour (1/64)                                     | Céline Cohen     | —                                               | —                                                   | 1er tour (1/64)                                        | Svetlana Cherneva                               | 3e tour (1/16) | Zina Garrison |
| 1989  | 2e tour (1/32)                                      | Nicole Provis    | —                                               | —                                                   | 1er tour (1/64)                                        | Martina Navrátilová                             | 2e tour (1/32) | Halle Carroll |
| 1990  | 1er tour (1/64)                                     | Elizabeth Smylie | —                                               | —                                                   | Q1 \|\| style="text-align:left" \| Akiko Gooden        | —                                               | —              |               |
| 1991  | Q3 \|\| style="text-align:left" \| Stacey Schefflin | —                | —                                               | 1er tour (1/64)                                     | Patty Fendick                                          | Q3 \|\| style="text-align:left" \| Rene Simpson |                |               |
| 1992  | Q3 \|\| style="text-align:left" \| Patti O'Reilly   | —                | —                                               | —                                                   | —                                                      | —                                               | —              |               |
| 1993  | Q2 \|\| style="text-align:left" \| Camille Benjamin | —                | —                                               | —                                                   | —                                                      | —                                               | —              |               |

À droite du résultat, l’ultime adversaire.

### En double dames
| Année | Open d'Australie (janvier)    | Open d'Australie (janvier) | Internationaux de France      | Internationaux de France   | Wimbledon                     | Wimbledon                   | US Open                       | US Open                    | Open d'Australie (décembre) | Open d'Australie (décembre) |
| ----- | ----------------------------- | -------------------------- | ----------------------------- | -------------------------- | ----------------------------- | --------------------------- | ----------------------------- | -------------------------- | --------------------------- | --------------------------- |
| 1983  | n/a                           | n/a                        | -                             | -                          | -                             | -                           | 2e tour (1/16) Patty Fendick  | B. Gadusek Wendy White     | -                           | -                           |
| 1984  | n/a                           | n/a                        | 3e tour (1/8) H. Pelletier    | Mima Jaušovec B. Nagelsen  | 1er tour (1/32) K. Copeland   | Zina Garrison Lori McNeil   | 1er tour (1/32) Patty Fendick | Penny Barg B. Gerken       | -                           | -                           |
| 1985  | n/a                           | n/a                        | 2e tour (1/16) Gretchen Rush  | Bettina Bunge Eva Pfaff    | 2e tour (1/16) Gretchen Rush  | P. Paradis C. Tanvier       | 3e tour (1/8) Patty Fendick   | G. Fernández Robin White   | -                           | -                           |
| 1986  | n/a                           | n/a                        | 1er tour (1/32) T. Holladay   | Iva Budařová M. Skuherská  | 1/2 finale Patty Fendick      | H. Mandlíková W. Turnbull   | 3e tour (1/8) Patty Fendick   | Elise Burgin R. Fairbank   | n/a                         | n/a                         |
| 1987  | -                             | -                          | 1er tour (1/32) J. Russell    | Carin Bakkum Van der Torre | 3e tour (1/8) J. Russell      | B. Nagelsen E. Smylie       | 1er tour (1/32) C. Reynolds   | Neige Dias A. Villagrán    | n/a                         | n/a                         |
| 1988  | 2e tour (1/16) Patty Fendick  | Navrátilová Pam Shriver    | -                             | -                          | 1er tour (1/32) Patty Fendick | M. Bollegraf Nicole Provis  | Finale Patty Fendick          | G. Fernández Robin White   | n/a                         | n/a                         |
| 1989  | Finale Patty Fendick          | Navrátilová Pam Shriver    | -                             | -                          | 3e tour (1/8) Patty Fendick   | Nicole Provis Elna Reinach  | 2e tour (1/16) Patty Fendick  | Kathy Jordan B. Nagelsen   | n/a                         | n/a                         |
| 1990  | 1er tour (1/32) Nicole Provis | Kate McDonald K. Radford   | -                             | -                          | 1/4 de finale Robin White     | Patty Fendick Zina Garrison | 2e tour (1/16) Kathy Rinaldi  | L. Neiland N. Zvereva      | n/a                         | n/a                         |
| 1991  | 1/2 finale Kathy Rinaldi      | G. Fernández Jana Novotná  | -                             | -                          | 3e tour (1/8) Kathy Rinaldi   | G. Fernández Jana Novotná   | 1er tour (1/32) Kathy Rinaldi | S. Appelmans C. Benjamin   | n/a                         | n/a                         |
| 1992  | 2e tour (1/16) Kathy Rinaldi  | Kimiko Date M. Jaggard     | 3e tour (1/8) Kathy Rinaldi   | Steffi Graf Anke Huber     | 1er tour (1/32) Kathy Rinaldi | Elise Burgin M. de Swardt   | 3e tour (1/8) Kathy Rinaldi   | Lori McNeil Rennae Stubbs  | n/a                         | n/a                         |
| 1993  | 1/2 finale Kathy Rinaldi      | Pam Shriver E. Smylie      | 1er tour (1/32) Kathy Rinaldi | Bryukhovets N. Medvedeva   | 1/4 de finale Kathy Rinaldi   | G. Fernández N. Zvereva     | 2e tour (1/16) Kathy Rinaldi  | Yayuk Basuki Nana Miyagi   | n/a                         | n/a                         |
| 1994  | 1/4 de finale S. Stafford     | Pam Shriver E. Smylie      | 1er tour (1/32) S. Stafford   | K. Boogert N. Jagerman     | 2e tour (1/16) S. Stafford    | K. Maleeva Robin White      | 1er tour (1/32) S. Stafford   | N. Bradtke Elna Reinach    | n/a                         | n/a                         |
| 1995  | 1er tour (1/32) Caroline Vis  | Elna Reinach Irina Spîrlea | 1er tour (1/32) Debbie Graham | Åsa Svensson A. Fusai      | 1er tour (1/32) Debbie Graham | M. de Swardt Iva Majoli     | 1/2 finale K. Radford         | B. Schultz Rennae Stubbs   | n/a                         | n/a                         |
| 1996  | 1er tour (1/32) K. Radford    | E. Makarova E. Maniokova   | 1er tour (1/32) Kathy Rinaldi | L. Davenport MJ Fernández  | 2e tour (1/16) Kathy Rinaldi  | N. Bradtke R. McQuillan     | 2e tour (1/16) Kathy Rinaldi  | Lori McNeil G. Sabatini    | n/a                         | n/a                         |
| 1997  | -                             | -                          | -                             | -                          | -                             | -                           | 2e tour (1/16) Kathy Rinaldi  | Lisa Raymond Rennae Stubbs | n/a                         | n/a                         |

Sous le résultat, la partenaire ; à droite, l’ultime équipe adverse.

### En double mixte
| Année | Open d'Australie (janvier),  | Open d'Australie (janvier), | Internationaux de France    | Internationaux de France   | Wimbledon                     | Wimbledon                   | US Open                       | US Open                    | Open d'Australie (décembre), | Open d'Australie (décembre), |
| ----- | ---------------------------- | --------------------------- | --------------------------- | -------------------------- | ----------------------------- | --------------------------- | ----------------------------- | -------------------------- | ---------------------------- | ---------------------------- |
| 1984  | n/a                          | n/a                         | -                           | -                          | 2e tour (1/16) G. Whitecross  | Sherry Acker A. Amritraj    | 1er tour (1/32) Ricardo Acuña | B. Gerken Gary Donnelly    | n/a                          | n/a                          |
| 1985  | n/a                          | n/a                         | -                           | -                          | 3e tour (1/8) Ricardo Acuña   | Navrátilová Paul McNamee    | 1er tour (1/16) Ricardo Acuña | Bettina Bunge Gildemeister | n/a                          | n/a                          |
| 1986  | n/a                          | n/a                         | 2e tour (1/16) David Graham | Mariana Pérez Raúl Viver   | 1er tour (1/32) Ricardo Acuña | Kohde-Kilsch Pavel Složil   | -                             | -                          | n/a                          | n/a                          |
| 1987  | -                            | -                           | 2e tour (1/16) Rill Baxter  | Louise Field Desmond Tyson | 3e tour (1/8) Ricardo Acuña   | Patty Fendick Andy Kohlberg | 1er tour (1/16) Rill Baxter   | C. Suire M. Bahrami        | n/a                          | n/a                          |
| 1988  | -                            | -                           | -                           | -                          | 2e tour (1/16) Ricardo Acuña  | Zina Garrison S. Stewart    | -                             | -                          | n/a                          | n/a                          |
| 1989  | 2e tour (1/8) Grant Connell  | Zina Garrison S. Stewart    | -                           | -                          | 1er tour (1/32) Ken Flach     | Beth Herr Tim Pawsat        | -                             | -                          | n/a                          | n/a                          |
| 1990  | 2e tour (1/8) Peter Doohan   | Nicole Provis Jeremy Bates  | -                           | -                          | 1er tour (1/32) Peter Doohan  | L. Neiland van Rensburg     | 1er tour (1/16) Grant Connell | A. Sánchez Jorge Lozano    | n/a                          | n/a                          |
| 1991  | 2e tour (1/8) G. Michibata   | Jo Durie Jeremy Bates       | -                           | -                          | 1/4 de finale G. Michibata    | N. Zvereva Jim Pugh         | 1/4 de finale G. Michibata    | Jo Durie Laurie Warder     | n/a                          | n/a                          |
| 1992  | 1er tour (1/16) G. Michibata | Jo-Anne Faull Neil Broad    | 1/4 de finale G. Michibata  | Lori McNeil Bryan Shelton  | 1er tour (1/32) G. Michibata  | Jo-Anne Faull Sven Salumaa  | 1/2 finale G. Michibata       | Helena Suková Tom Nijssen  | n/a                          | n/a                          |
| 1993  | 1/2 finale G. Michibata      | A. Sánchez T. Woodbridge    | 1/4 de finale Paul Haarhuis | E. Maniokova A. Olhovskiy  | 3e tour (1/8) G. Michibata    | N. Zvereva M. Kratzmann     | 1/4 de finale G. Michibata    | C. Martínez Sergio Casal   | n/a                          | n/a                          |
| 1994  | 1/4 de finale Dave Randall   | N. Medvedeva Paul Haarhuis  | 1/4 de finale P. Galbraith  | K. Boogert Menno Oosting   | 3e tour (1/8) van Rensburg    | Helena Suková T. Woodbridge | 1/2 finale J. de Jager        | Elna Reinach P. Galbraith  | n/a                          | n/a                          |
| 1995  | 2e tour (1/8) J. de Jager    | G. Fernández Cyril Suk      | Finale J. de Jager          | L. Neiland M. Woodforde    | 2e tour (1/16) J. de Jager    | N. Zvereva Rick Leach       | 1er tour (1/16) J. de Jager   | B. Schultz Rick Leach      | n/a                          | n/a                          |
| 1996  | 1/2 finale J. de Jager       | Nicole Arendt Luke Jensen   | 3e tour (1/8) J. de Jager   | M. Bollegraf Rick Leach    | 1er tour (1/32) J. de Jager   | M. Hingis Lorenzo Manta     | 2e tour (1/8) J. de Jager     | Lisa Raymond P. Galbraith  | n/a                          | n/a                          |

Sous le résultat, le partenaire ; à droite, l’ultime équipe adverse.

## Parcours aux Masters

### En double dames
| # | Date       | Nom de l'édition                      | ($)       | Surface         | Résultat      | Partenaire     | Ultimes adversaires                 | Score              |          |
| - | ---------- | ------------------------------------- | --------- | --------------- | ------------- | -------------- | ----------------------------------- | ------------------ | -------- |
| 1 | 14/11/1988 | Virginia Slims Championships New York | 1 000 000 | Moquette (int.) | 1/4 de finale | Patty Fendick  | Claudia Kohde-Kilsch Helena Suková  | 6-4, 6-2           | Parcours |
| 2 | 13/11/1989 | Virginia Slims Championships New York | 1 000 000 | Moquette (int.) | 1/4 de finale | Patty Fendick  | Jana Novotná Helena Suková          | 6-3, 5-7, 7-5      | Parcours |
| 3 | 18/11/1991 | Virginia Slims Championships New York | 3 000 000 | Moquette (int.) | 1/4 de finale | Kathy Rinaldi  | Arantxa Sánchez Helena Suková       | 6-3, 5-7, 2-0, ab. | Parcours |
| 4 | 16/11/1992 | Virginia Slims Championships New York | 3 000 000 | Moquette (int.) | 1/4 de finale | Kathy Rinaldi  | Larisa Neiland Jana Novotná         | 6-4, 7-6           | Parcours |
| 5 | 15/11/1993 | Virginia Slims Championships New York | 3 708 500 | Moquette (int.) | 1/4 de finale | Kathy Rinaldi  | Pam Shriver Elizabeth Smylie        | 7-6, 7-5           | Parcours |
| 6 | 14/11/1994 | Virginia Slims Championships New York | 3 500 000 | Moquette (int.) | 1/4 de finale | Shaun Stafford | Manon Bollegraf Martina Navrátilová | 6-2, 6-3           | Parcours |

## Parcours aux Jeux olympiques

### En simple dames
| # | Date       | Nom de l'olympiade               | Surface    | Résultat       | Ultime adversaire | Score         |          |
| - | ---------- | -------------------------------- | ---------- | -------------- | ----------------- | ------------- | -------- |
| 1 | 06/08/1984 | Olympic Tennis Event Los Angeles | Dur (ext.) | 2e tour (1/8)  | Catherine Tanvier | 2-6, 6-2, 6-4 | Parcours |
| 2 | 20/09/1988 | Olympic Tennis Event Séoul       | Dur (ext.) | 2e tour (1/16) | Pam Shriver       | 6-2, 6-3      | Parcours |

### En double dames
| # | Date       | Nom de l'olympiade           | Surface    | Résultat      | Partenaire      | Ultimes adversaires              | Score         |          |
| - | ---------- | ---------------------------- | ---------- | ------------- | --------------- | -------------------------------- | ------------- | -------- |
| 1 | 20/09/1988 | Olympic Tennis Event Séoul   | Dur (ext.) | 1/4 de finale | Carling Bassett | Steffi Graf Claudia Kohde-Kilsch | 6-3, 3-6, 6-2 | Parcours |
| 2 | 23/07/1996 | Olympic Tennis Event Atlanta | Dur (ext.) | 1/4 de finale | Patricia Hy     | Jana Novotná Helena Suková       | 6-2, 6-4      | Parcours |

## Parcours en Coupe de la Fédération
| #                                                                              | Date       | Lieu       | Surface                        | Gagnante(s)                        | Perdante(s)                            | Score          |          |
|                                                                                |            |            |                                |                                    |                                        |                |          |
| 1983 - 1er tour (groupe mondial) - Roumanie - Canada - 3 : 0                   |            |            |                                |                                    |                                        |                |          |
| 1                                                                              | 18/07/1983 | Zurich     | Terre (ext.)                   | Florenta Mihai Lucia Romanov       | Carling Bassett Jill Hetherington      | 6-3, 6-4       | Parcours |
|                                                                                |            |            |                                |                                    |                                        |                |          |
| 1984 - 1er tour (groupe mondial) - Canada - Italie - 1 : 2                     |            |            |                                |                                    |                                        |                |          |
| 2                                                                              | 16/07/1984 | São Paulo  | Terre (ext.)                   | Raffaella Reggi                    | Jill Hetherington                      | 6-1, 6-2       | Parcours |
| 2                                                                              | 16/07/1984 | São Paulo  | Terre (ext.)                   | Jill Hetherington Hélène Pelletier | Raffaella Reggi Sabina Simmonds        | 7-6, 6-3       | Parcours |
|                                                                                |            |            |                                |                                    |                                        |                |          |
| 1985 - 2e tour (groupe mondial) - Hongrie - Canada - 2 : 1                     |            |            |                                |                                    |                                        |                |          |
| 3                                                                              | 08/10/1985 | Nagoya     | Dur (ext.)                     | Csilla Bartos Andrea Temesvári     | Jill Hetherington Hélène Pelletier     | 7-5, 6-3       | Parcours |
|                                                                                |            |            |                                |                                    |                                        |                |          |
| 1986 - 1er tour (groupe mondial) - Pays-Bas - Canada - 1 : 2                   |            |            |                                |                                    |                                        |                |          |
| 4                                                                              | 22/07/1986 | Prague     | Terre (ext.)                   | Carling Bassett Jill Hetherington  | Hellas Ter Riet Van der Torre          | 3-6, 6-3, 6-1  | Parcours |
|                                                                                |            |            |                                |                                    |                                        |                |          |
| 1986 - 2e tour (groupe mondial) - Autriche - Canada - 3 : 0                    |            |            |                                |                                    |                                        |                |          |
| 5                                                                              | 22/07/1986 | Prague     | Terre (ext.)                   | Petra Huber Judith Wiesner         | Jill Hetherington Jane Young           | 6-2, 7-65      | Parcours |
|                                                                                |            |            |                                |                                    |                                        |                |          |
| 1987 - 1er tour (groupe mondial) - Canada - Pays-Bas - 3 : 0                   |            |            |                                |                                    |                                        |                |          |
| 6                                                                              | 28/07/1987 | Vancouver  |                                | Carling Bassett Jill Hetherington  | Marcella Mesker Van der Torre          | 6-4, 6-2       | Parcours |
|                                                                                |            |            |                                |                                    |                                        |                |          |
| 1987 - 2e tour (groupe mondial) - Canada - URSS - 2 : 1                        |            |            |                                |                                    |                                        |                |          |
| 7                                                                              | 28/07/1987 | Vancouver  |                                | Jill Hetherington Helen Kelesi     | Svetlana Cherneva Larisa Savchenko     | 6-4, 6-3       | Parcours |
|                                                                                |            |            |                                |                                    |                                        |                |          |
| 1987 - 1/4 de finale (groupe mondial) - Canada - Tchécoslovaquie - 1 : 2       |            |            |                                |                                    |                                        |                |          |
| 8                                                                              | 28/07/1987 | Vancouver  |                                | Hana Mandlíková Helena Suková      | Jill Hetherington Helen Kelesi         | 7-63, 6-2      | Parcours |
|                                                                                |            |            |                                |                                    |                                        |                |          |
| 1988 - 1er tour (groupe mondial) - Canada - Corée du Sud - 2 : 1               |            |            |                                |                                    |                                        |                |          |
| 9                                                                              | 05/12/1988 | Melbourne  |                                | Jill Hetherington                  | Kim Il-soon                            | 3-6, 6-2, 6-3  | Parcours |
|                                                                                |            |            |                                |                                    |                                        |                |          |
| 1988 - 2e tour (groupe mondial) - Canada - Finlande - 3 : 0                    |            |            |                                |                                    |                                        |                |          |
| 10                                                                             | 05/12/1988 | Melbourne  |                                | Jill Hetherington                  | Anne Aallonen                          | 6-1, 7-66      | Parcours |
| 10                                                                             | 05/12/1988 | Melbourne  | Jill Hetherington Helen Kelesi | Anne Aallonen Nanne Dahlman        | 6-1, 6-1                               |                | Parcours |
|                                                                                |            |            |                                |                                    |                                        |                |          |
| 1988 - 1/4 de finale (groupe mondial) - Canada - Suède - 3 : 0                 |            |            |                                |                                    |                                        |                |          |
| 11                                                                             | 05/12/1988 | Melbourne  |                                | Jill Hetherington                  | Maria Strandlund                       | 6-3, 7-67      | Parcours |
| 11                                                                             | 05/12/1988 | Melbourne  | Jill Hetherington Helen Kelesi | Catarina Lindqvist Maria Lindström | 6-3, 6-0                               |                | Parcours |
|                                                                                |            |            |                                |                                    |                                        |                |          |
| 1988 - 1/2 finale (groupe mondial) - Tchécoslovaquie - Canada - 3 : 0          |            |            |                                |                                    |                                        |                |          |
| 12                                                                             | 05/12/1988 | Melbourne  |                                | Radka Zrubáková                    | Jill Hetherington                      | 7-63, 3-6, 6-3 | Parcours |
|                                                                                |            |            |                                |                                    |                                        |                |          |
| 1989 - 1er tour (groupe mondial) - Canada - Brésil - 2 : 1                     |            |            |                                |                                    |                                        |                |          |
| 13                                                                             | 03/10/1989 | Tokyo      | Dur (ext.)                     | Luciana Tella                      | Jill Hetherington                      | 6-4, 1-6, 7-5  | Parcours |
| 13                                                                             | 03/10/1989 | Tokyo      | Dur (ext.)                     | Jill Hetherington Helen Kelesi     | Gisele Miro Luciana Tella              | 6-1, 6-4       | Parcours |
|                                                                                |            |            |                                |                                    |                                        |                |          |
| 1989 - 2e tour (groupe mondial) - URSS - Canada - 2 : 1                        |            |            |                                |                                    |                                        |                |          |
| 14                                                                             | 03/10/1989 | Tokyo      | Dur (ext.)                     | Larisa Savchenko Natasha Zvereva   | Jill Hetherington Helen Kelesi         | 6-0, 6-2       | Parcours |
|                                                                                |            |            |                                |                                    |                                        |                |          |
| 1990 - 1er tour (groupe mondial) - Canada - Espagne - 1 : 2                    |            |            |                                |                                    |                                        |                |          |
| 15                                                                             | 23/07/1990 | Atlanta    | Dur (ext.)                     | Conchita Martínez                  | Jill Hetherington                      | 6-1, 6-4       | Parcours |
| 15                                                                             | 23/07/1990 | Atlanta    | Dur (ext.)                     | Jill Hetherington Rene Simpson     | Conchita Martínez Pilar Perez          | 5-7, 6-2, 6-2  | Parcours |
|                                                                                |            |            |                                |                                    |                                        |                |          |
| 1991 - 1er tour (groupe mondial) - Canada - Danemark - 2 : 1                   |            |            |                                |                                    |                                        |                |          |
| 16                                                                             | 22/07/1991 | Nottingham |                                | Jill Hetherington Patricia Hy      | Sofie Albinus Karin Ptaszek            | 6-3, 6-4       | Parcours |
|                                                                                |            |            |                                |                                    |                                        |                |          |
| 1991 - 2e tour (groupe mondial) - Allemagne - Canada - 2 : 1                   |            |            |                                |                                    |                                        |                |          |
| 17                                                                             | 24/07/1991 | Nottingham |                                | Jill Hetherington Patricia Hy      | Anke Huber Barbara Rittner             | 5-7, 6-1, 6-2  | Parcours |
|                                                                                |            |            |                                |                                    |                                        |                |          |
| 1992 - 1er tour (groupe mondial) - Canada - Afrique du Sud - 2 : 1             |            |            |                                |                                    |                                        |                |          |
| 18                                                                             | 14/07/1992 | Francfort  | Terre (ext.)                   | Mariaan de Swardt Elna Reinach     | Jill Hetherington Helen Kelesi         | 6-4, 6-3       | Parcours |
|                                                                                |            |            |                                |                                    |                                        |                |          |
| 1992 - 2e tour (groupe mondial) - Canada - Espagne - 1 : 2                     |            |            |                                |                                    |                                        |                |          |
| 19                                                                             | 15/07/1992 | Francfort  | Terre (ext.)                   | Conchita Martínez Arantxa Sánchez  | Jill Hetherington Patricia Hy          | 6-4, 6-0       | Parcours |
|                                                                                |            |            |                                |                                    |                                        |                |          |
| 1993 - 1er tour (groupe mondial) - Canada - France - 1 : 2                     |            |            |                                |                                    |                                        |                |          |
| 20                                                                             | 19/07/1993 | Francfort  | Terre (ext.)                   | Julie Halard Nathalie Tauziat      | Jill Hetherington Patricia Hy          | 7-5, 7-61      | Parcours |
|                                                                                |            |            |                                |                                    |                                        |                |          |
| 1993 - Barrage (groupe mondial I) - Uruguay - Canada - 0 : 3                   |            |            |                                |                                    |                                        |                |          |
| 21                                                                             | 20/07/1993 | Francfort  | Terre (ext.)                   | Jill Hetherington Rene Simpson     | Claudia Brause Patricia Miller         | 6-3, 6-2       | Parcours |
|                                                                                |            |            |                                |                                    |                                        |                |          |
| 1994 - 1er tour (groupe mondial) - Canada - Suisse - 3 : 0                     |            |            |                                |                                    |                                        |                |          |
| 22                                                                             | 19/07/1994 | Francfort  | Terre (ext.)                   | Jill Hetherington Rene Simpson     | Manuela Schwerzmann Miroslava Vavrinec | 6-2, 7-5       | Parcours |
|                                                                                |            |            |                                |                                    |                                        |                |          |
| 1994 - 2e tour (groupe mondial) - Canada - États-Unis - 0 : 3                  |            |            |                                |                                    |                                        |                |          |
| 23                                                                             | 21/07/1994 | Francfort  | Terre (ext.)                   | Gigi Fernández Zina Garrison       | Jill Hetherington Rene Simpson         | 6-1, 7-63      | Parcours |
|                                                                                |            |            |                                |                                    |                                        |                |          |
| 1995 - 1/4 de finale (groupe mondial II) - Italie - Canada - 2 : 3             |            |            |                                |                                    |                                        |                |          |
| 24                                                                             | 22/04/1995 | Ancona     | Terre (ext.)                   | Laura Golarsa A. Serra Zanetti     | Jill Hetherington Rene Simpson         | 7-65, 6-2      | Parcours |
|                                                                                |            |            |                                |                                    |                                        |                |          |
| 1995 - Barrage (groupe mondial I) - Japon - Canada - 5 : 0                     |            |            |                                |                                    |                                        |                |          |
| 25                                                                             | 22/07/1995 | Gifu       | Moquette (int.)                | Kyoko Nagatsuka Ai Sugiyama        | Jill Hetherington Rene Simpson         | 5-7, 6-3, 6-4  | Parcours |
|                                                                                |            |            |                                |                                    |                                        |                |          |
| 1996 - 1/4 de finale (groupe mondial II) - Canada - République tchèque - 0 : 3 |            |            |                                |                                    |                                        |                |          |
| 26                                                                             | 27/04/1996 | Vancouver  | Dur (ext.)                     | Jana Novotná Helena Suková         | Jill Hetherington Rene Simpson         | Non disputé    | Parcours |
|                                                                                |            |            |                                |                                    |                                        |                |          |
| 1996 - Barrage (groupe mondial II) - Canada - Australie - 2 : 3                |            |            |                                |                                    |                                        |                |          |
| 27                                                                             | 13/07/1996 | Aurora     | Terre (ext.)                   | Nicole Bradtke Rachel McQuillan    | Jill Hetherington Rene Simpson         | 4-6, 6-3, 6-0  | Parcours |

## Classements WTA en fin de saison

### En simple
| Année | 1983 | 1984 | 1985 | 1987 | 1988 | 1989 | 1990 | 1991 | 1992 | 1993 |
| Rang  | 203  | 121  | 335  | 169  | 81   | 122  | 242  | 240  | 274  | 463  |

Source : (en) « Classements de Jill Hetherington », sur le site officiel du WTA Tour

### En double
| Année | 1987 | 1988 | 1989 | 1990 | 1991 | 1992 | 1993 |
| Rang  | 91   | 16   | 18   | 43   | 13   | 17   | 21   |

Source : (en) « Classements de Jill Hetherington », sur le site officiel du WTA Tour